# Museo Virtual de la Mujer Combatiente
Museo Virtual de la Mujer Combatiente (MVMC) es una plataforma que facilita un espacio histórico, visual y educativo sobre la participación de las mujeres como combatientes afines al gobierno republicano durante la guerra civil de España.

## El proyecto
El proyecto del Museo Virtual de la Mujer Combatiente (http://mujeresenguerra.com/) es el resultado del estudio, investigación y documentación sobre las mujeres que tomaron parte activa en la contienda bélica que enfrentó a las organizaciones del Frente Popular y el Gobierno de la Segunda República con los militares sublevados que dieron el Golpe de Estado en España en 1936. El periodo de guerra se extendió de 1936 a 1939.
El museo es de titularidad pública. Tiene en materia de contenidos una cobertura espacial (España) y temporal (periodo de 1936 a 1939).
Es un proyecto museístico vivo, en continua evolución y crecimiento en relación con su contenidos que se actualizarán y mostraran de manera periódica, y ha hecho una invitación a la colaboración ciudadana para aportar documentación que contribuya al crecimiento del museo.  
El proyecto de Museo Virtual de la Mujer Combatiente ha contado con el apoyo del Instituto de la Mujer (España) del Ministerio de Igualdad de España y la Secretaría de Estado de Memoria Democrática del Ministerio de la Presidencia, Relaciones con las Cortes y Memoria Democrática, y la colaboración de la Fundación Rosa Luxemburgo.  
El equipo de investigación y desarrollo del proyecto del Museo Virtual de la Mujer Combatiente estuvo formado por: 
- Dirección: Gonzalo Berger (Grupo NEXUS-Universidad Pompeu Fabra) ).[4][5]

- Investigadores: Gonzalo Berger, Tània Balló, Mónica Jato (Universidad de Birmingham) y Alison Ribeiro de Menezes (Universidad de Warwick).

## Objetivos
El Museo Virtual de la Mujer Combatiente ha sacado a la luz el compromiso de las mujeres con la defensa de la Segunda República frente al levantamiento militar de las tropas del general Franco que dio lugar a la guerra civil española, donde las mujeres participaron no solo en la retaguardia sino también en las líneas del frente de batalla.
Las mujeres se reivindicaron en igualdad de condiciones que los hombres para el campo de batalla, fueron miles las milicianas y mujeres soldado que permanecieron en los frentes de combate entre el 21 de julio de 1936 y el final de la guerra en 1939.

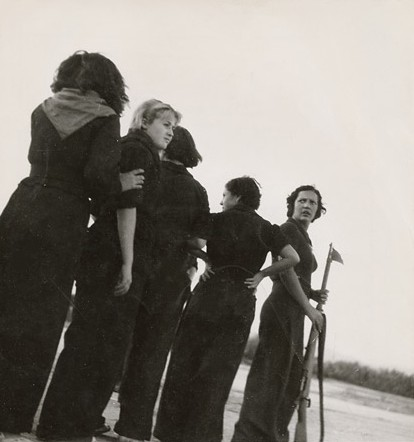
Milicianas en 1936 por Gerda Taro

El movimiento de las mujeres republicanas que participaron en la guerra fue socialmente trasversal, en cuanto a la edad, las capas sociales de donde procedían (algunas analfabetas y otras con formación superior), pertenecían a organizaciones anarquistas, comunistas, socialistas y republicanas, geográficamente la procedencia se situaba en las ciudades de mayor población (Madrid, Barcelona). Una vez se militarizaron las mujeres, alcanzaron grados de oficiales o suboficiales. Se reconoce la existencia de cinco comisarias, dos comandantes, trece capitanas, veintiséis tenientes y cuatro alféreces, seis sargentos y cuatro cabos.
En el contexto histórico de la guerra el museo tiene como objetivos:  
- Facilitar un espacio histórico, visual y educativo de las mujeres combatientes.
- Dar a conocer estos hechos y visibilizar a las mujeres individual y colectivamente.
- Prestar servicios de estudio e investigación.
- Desarrollar las funciones reivindicativa, historiográfica, informativa, didáctica y divulgativa.

## Estructura
El museo está estructurado en dos salas: exposición permanente y exposiciones temporales
- La exposición permanente.  La mujer en la Guerra de España:
  1. República y nuevas ciudadanía
  2. La sublevación de los militares
  3. el conflicto armado (1936-1939)
  4. Las combatientes
  5. Milicianas: Voluntarias en las milicias antifranquistas
  6. Mujeres soldado. El ejército popular de la república
  7. Las milicias femeninas
  8. El final de la guerra: exilio, represión y resistencia

- Las Combatientes: 
  - Sala 1: Datos colectivos
  - Sala 2: Datos individuales
- Exposiciones temporales. Este espacio está dedicado a diferentes propuestas artísticas, tanto de video, cine, performances, etc., que exploran la memoria democrática de España.

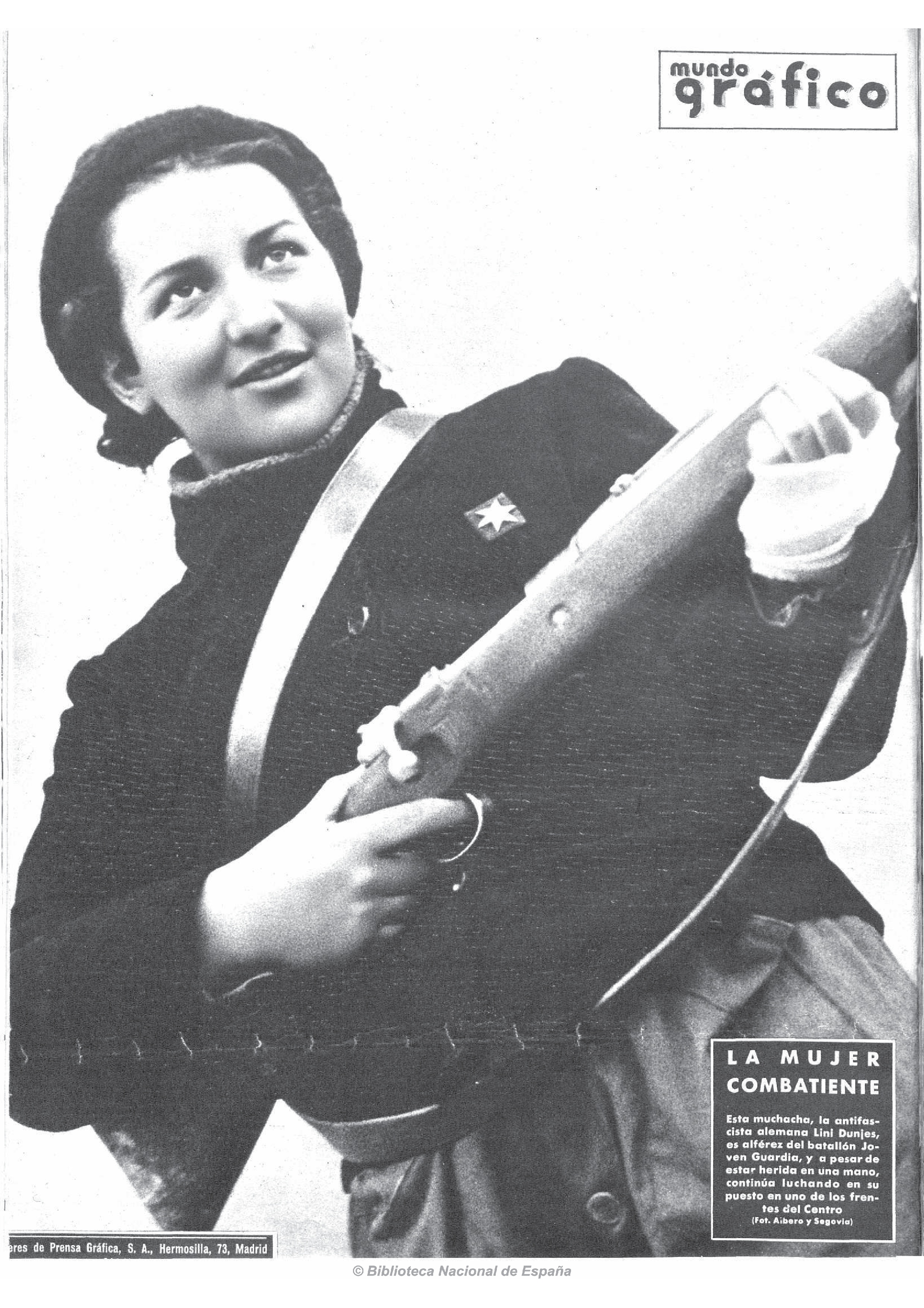
Lina Bunjes, antifascista alemana

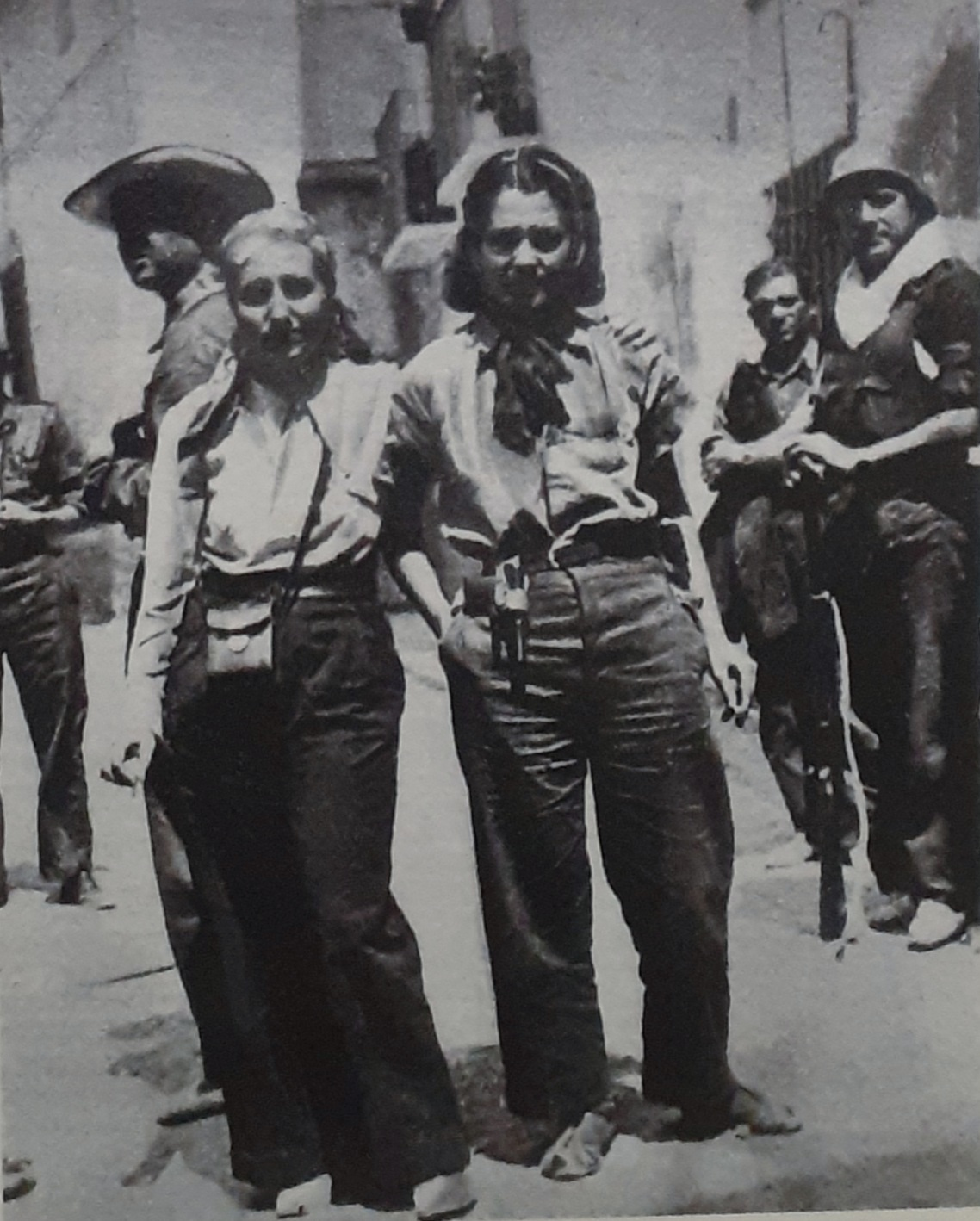
Anna María Martínez Sagi

## Fondos
Los fondos de los que se nutre el Museo Virtual de la Mujer Combatiente proceden de archivos nacionales e internacionales, archivos de carácter, autonómico, provincial o municipal y de  archivos familiares o privados que han permitido  documentar más de 3.200 mujeres combatientes de toda España, estudiando los datos de manera colectiva e individual, que ha permitido la reconstrucción las experiencias en guerra y las biografías de cada una de las mujeres combatientes.